# Cordun
Cordun est une commune roumaine du județ de Neamț, dans la région historique de Moldavie et dans la région de développement du Nord-Est.

## Géographie
La commune de Cordun est située dans l'est du județ, sur la rive gauche de la Moldova, à 2 km au nord-ouest de Roman dont elle est un faubourg et à 53 km à l'est de Piatra Neamț, le chef-lieu du județ.
La municipalité est composée des trois villages suivants (population en 1992) :
- Cordun (2 268), siège de la municipalité ;
- Pildești (3 779) ;
- Simionești (822).

## Politique
| Période                                  | Période  | Identité       | Étiquette | Qualité |
| ---------------------------------------- | -------- | -------------- | --------- | ------- |
| Les données manquantes sont à compléter. |          |                |           |         |
| 1996                                     | En cours | Adrian Ciobanu | PNL       |         |

| Parti | Parti                        | Sièges |
| ----- | ---------------------------- | ------ |
|       | Parti social-démocrate (PSD) | 6      |
|       | Parti national libéral (PNL) | 9      |

## Religions
En 2002, la composition religieuse de la commune était la suivante :
- Catholiques romains, 52,77 % ;
- Chrétiens orthodoxes, 46,58 % ;
- Pentecôtistes, 0,34 %.

## Démographie
En 2002, la commune comptait 7 167 Roumains (99,90 %). On comptait à cette date 2 392 ménages et 2 295 logements. Contrairement à beaucoup de communes du județ, Cordun voit sa population augmenter dans de notables proportions du fait de sa proximité avec Roman dont elle devient une banlieue.
| 1992  | 2002  | 2007  |
| ----- | ----- | ----- |
| 6 869 | 7 174 | 7 558 |

## Économie
L'économie de la commune repose sur l'agriculture et l'industrie. Cordun possède une usine métallurgique. La commune dispose de 3 208 ha de terres arables et de 329 ha de pâturages.

## Communications

### Routes
La commune de Cordun est située à quelques kilomètres de la route nationale DN2 (Route européenne 85) Roman-Suceava.